# قائمة زملاء الجمعية الملكية المنتخبين في 1946
هذه الصفحة تعرض قائمة زملاء الجمعية الملكية المُنتخبين لعام 1946.None

## الزملاء
- Wilson Baker [الإنجليزية]‏
- Archibald Read Richardson [الإنجليزية]‏
- Frank Engledow [الإنجليزية]‏
- Roderick Oliver Redman [الإنجليزية]‏
- أغنس أربر
- جورج براون [الإنجليزية]‏
- جون ألكسندر سينتون
- Harold Thompson (chemist) [الإنجليزية]‏
- Louis Rosenhead [الإنجليزية]‏
- Frank Dickens (biochemist) [الإنجليزية]‏
- روبن هيل

## الأعضاء الأجانب
- هربرت سبنسر غاسر
- Erik Stensiö [الإنجليزية]‏
- ثيودور فون كارمان